# Єльяшевич Марія Григорівна
Марія Григорівна Єльяшевич, а також Міра Григорівна Єльяшевич (* 1908 — † 1986) — радянський український науковець у галузі гірничої справи та вуглевидобування, професор, доктор технічних наук, завідувач кафедри, декан гірничого факультету Донецького політехнічного інституту.

## Біографічні відомості
1930 року закінчила Донецький гірничий інститут за фахом «Збагачення корисних копалин».
У 1930—1934 роках займала посади змінного інженера на вуглезбагачувальній фабриці (Горлівка), начальника науково-дослідного сектора філії тресту «Вуглезбагачення» (Донецьк, Новосибірськ).
У 1934—1941 роках — асистент, аспірант, доцент кафедри «Збагачення корисних копалин» Донецького індустріального інституту.
У 1941—1942 роках працювала начальником хімічної лабораторії тресту «Сулюктауголь» (Сулюкта).
Від 1942 року — завідувачка кафедри «Збагачення корисних копалин» Донецького індустріального інституту (нині Донецький національний технічний університет). Була деканом гірничого факультету.
1946 року присуджено науковий ступінь кандидата технічних наук, 1967 року — доктора технічних наук.

## Наукова діяльність
Основний науковий напрямок — теорія і практика флотаційного процесу збагачення вугілля. Є творцем наукової школи — флотація кам'яного вугілля і антрацитів Донбасу.
Під науковим керівництвом Єльяшевич у Донбасі впроваджувалися перші флотаційні відділення на вуглезбагачувальних фабриках.
Професором Єльяшевич опубліковано 2 монографії, понад 200 наукових праць. Під керівництвом Єльяшевич підготовлено 15 кандидатів технічних наук.

## Нагороди
За доблесну працю в період німецько-радянської війни та наступні мирні роки нагороджена численними медалями, знаками «Відмінник Міністерства вугільної промисловості», «Шахтарська слава» першого ступеня, «Відмінник освіти СРСР».